# Poema

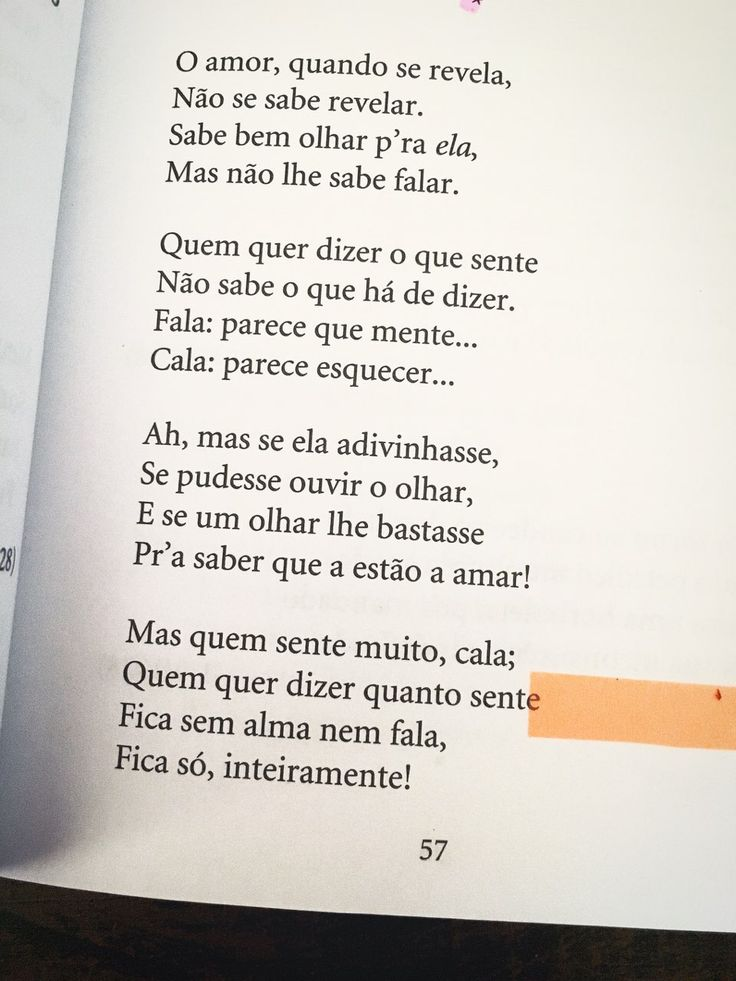
Trecho do poema "Presságio", de Fernando Pessoa.

Um poema é um texto literário que veicula uma expressão poética. As suas características formais variam de acordo com os princípios estéticos do poeta e da sua cultura, mas, geralmente, apresenta um ritmo prosódico consistente e é escrito em versos.

## Conceito
Segundo Afrânio Coutinho, "a palavra poema é, desde que adotada por Alfred de Vigny, no século XIX, a forma que encorpa a poesia lírica (não obstante se denominar a epopeia um "poema épico", e se poder encontrar lirismo em outros gêneros, como a ficção e o drama)". Sendo assim, o conceito de poema é intrinsecamente ligado à produção do gênero literário de poesia, sendo um nome comum para designar qualquer obra resultante desse gênero.
Vou-me embora pra Pasárgada

Lá sou amigo do rei

Lá tenho a mulher que eu quero

Na cama que escolherei

Vou-me embora pra Pasárgada— Primeira estrofe do poema Vou-me embora pra Pasárgada, de Manuel Bandeira.

Algumas fontes, procurando uma definição formal de poema, dizem que ele é um texto escrito em versos, a exemplo do Dicionário Aulete, que o define como um "texto literário escrito em verso". Contudo, Aristóteles, no século IV a.C, já argumentava que a poesia não se define por isso, porque qualquer tipo de texto pode ser escrito em versos. Além do mais, é bem conhecida a existência de poemas em prosa.
Decerto as pessoas associam poiein ao nome da métrica e chamam alguns de poetas elegíacos, e outros de poetas épicos. Isso, contudo, não significa classificá-los como poetas devido à imitação, mas devido à métrica de que compartilham; consequentemente, se um autor escreve sobre medicina ou física sob forma métrica, ainda assim as pessoas o designarão mediante esses termos. Todavia, Homero e Empédocles nada tem em comum, exceto a métrica que utilizaram – Aristóteles
Ainda, Massaud Moisés observa que "o poema não é a sua apresentação formal, gráfica, é, sim, a soma de significantes e significados mediante os quais o poeta procura comunicar-se".

## Aspectos formais
Os poemas podem apresentar uma variedade de aspectos quanto à sua forma, dependendo do propósito dos seus autores. Em geral, eles contém ritmo prosódico, figuras de sonoridade, tropos e jogos de palavras, visto que esses são os principais artifícios da poesia.
Não chores, meu filho;

Não chores, que a vida

É luta renhida:

Viver é lutar.

A vida é combate,

Que os fracos abate,

Que os fortes, os bravos,

Só pode exaltar.— Primeira estrofe do poema Canção do Tamoio, de Gonçalves Dias.
O conteúdo do poema é apresentado por um eu lírico. Este é um conceito usado para descrever a voz que se manifesta em um poema, visto que nem sempre esta se identifica com a do seu autor (por exemplo, no poema Canção do Tamoio, de Gonçalves Dias, manifesta-se a voz de um velho indígena tamoio, que se dirige a seu filho).

## Formas fixas
Os poemas são compostos de acordo com "moldes estruturais [...] segundo o critério de adequação entre linguagem e conteúdo, entre significante e significado". Esses moldes são popularmente conhecidos como formas fixas e ditam o número e o tipo dos versos, o esquema de rimas, o desenvolvimento do texto, dentre outras coisas. Dentre as formas fixas, estão o soneto, a ode, a epopeia, o haiku, etc.
Por exemplo, o soneto, na variante italiana, é composto por quatorze versos métricos, dividido em quatro estrofes, dois quartetos e dois tercetos, sendo que os quartetos apresentam a proposição de um problema e o mesmo esquema de rimas, e os tercetos, a conclusão desse problema e um esquema de rimas distinto.
Às vezes, uma dor me desespera...

Nestas ânsias e dúvidas em que ando.

Cismo e padeço, neste outono, quando

Calculo o que perdi na primavera.

Versos e amores sufoquei calando,

Sem os gozar numa explosão sincera...

Ah! Mais cem vidas! com que ardor quisera

Mais viver, mais penar e amar cantando!

Sinto o que esperdicei na juventude;

Choro, neste começo de velhice,

Mártir da hipocrisia ou da virtude,

Os beijos que não tive por tolice,

Por timidez o que sofrer não pude,

E por pudor os versos que não disse!— Poema Remorso, de Olavo Bilac. Exemplo de soneto.

Contudo, desde o século XIX, com o advento da poesia moderna, diversos poemas têm sido compostos sem enquadrar-se em uma forma fixa definida, muitas vezes apresentando versos livres e brancos. Esse movimento não só desgastou o conceito das formas fixas como também operou diversas transformações em muitas delas.
Como se sabe, a partir da revolução romântica, com o liberalismo estético, paralelo ao político, religioso e filosófico, deu-se a desintegração das formas poéticas. Estas, com a modernidade, quase se reduziram a objetos de museu, sobretudo as chamadas formas fixas, ou poemas de forma fixa. – Massaud Moisés